# Jatropha hieronymi
Jatropha hieronymi là một loài thực vật có hoa trong họ Đại kích. Loài này được Kuntze mô tả khoa học đầu tiên năm 1898.